# Жервил
Жервил (фр. Gerville) насеље је и општина у северној Француској у региону Горња Нормандија, у департману Приморска Сена која припада префектури Авр.
По подацима из 2011. године у општини је живело 389 становника, а густина насељености је износила 129,24 становника/km². Општина се простире на површини од 3,01 km². Налази се на средњој надморској висини од 102 метара (максималној 125 m, а минималној 90 m).

## Демографија
| 1962. | 1968. | 1975. | 1982. | 1990. | 1999. | 2011. |
| ----- | ----- | ----- | ----- | ----- | ----- | ----- |
| 235   | 272   | 235   | 250   | 351   | 381   | 389   |

График промене броја становника у току последњих година